# Платіжний шлюз
Платіжний шлюз  — апаратно-програмний комплекс, який дозволяє автоматизувати процес прийому платежів в Інтернеті. Платіжний шлюз розробляється платіжною системою, яка і визначає його специфікацію та відповідає за його підтримку.

## Принцип роботи
Зазвичай платіжний шлюз розділений на кілька частин: 
- форма оплати  — сторінка на сайті продавця, яка містить в собі HTML-форму, яка містить в собі ряд необхідних параметрів (ідентифікатор продавця, сума і коментар платежу). Активувавши форму, покупець перенаправляється на сам платіжний шлюз;
- сторінка оплати  — сторінка або набір сторінок, на яких покупець повторно бачить дані про покупку, йому надається можливість відмовитися від платежу, авторизуватися або вибрати певні опції. Дії, які необхідно виконати для вдалого завершення покупки, цілком залежать від платіжної системи;
- сторінки статусу платежу («Success URL» і «Fail URL»)  — сторінки на сайті продавця, на які перенаправляється покупець у разі вдалого або невдалого завершення процесу оплати;
- сторінка результату платежу («Result URL»)  — сторінка на сайті продавця, що викликається ботом платіжного шлюзу незалежно від дій покупця (навіть якщо у покупця перерветься з'єднання після оплати і він не зможе перейти на сторінку статусу платежу, сторінка результату платежу буде викликана). Сторінка результату платежу приймає дані про минулу платіжної операції і саме на цьому етапі повинні вноситься необхідні зміни, пов'язані з даним платежем.

## Як працює платіжний шлюз
Для використання платіжних шлюзів необхідне підключення до мережі інтернет. 
- Покупець здійснює транзакцію через Вебсайт або фізично.
- Дані пересилаються в платіжний шлюз, який приймає інформацію і далі передає деталі транзакції в банк, що видав картку, за допомогою якої була оплачена покупка.
- Банк надсилає запит в платіжну систему (VISA, Mastercard і т.д.). Відбувається оцінка відповідності умов угоди та кредитної ситуації клієнта.
- Банк-емітент відправляє код авторизації, який " дає добро" платіжній системі на здійснення угоди.
- Платіжна система відправляє код авторизації в платіжний шлюз, звідти він надходить продавцю.
- Якщо угода схвалена, продаж проходить та гроші знімаються з рахунку клієнта.

Весь процес займає кілька секунд. Швидкість залежить від якості інтернет-з'єднання. У реальності продавець отримує гроші клієнта приблизно через 3 дні.

## Безпека
- Оскільки від покупця зазвичай потрібно внести особисту інформацію, вся комунікація на сторінці оплати (тобто покупець  — платіжний шлюз) здійснюється по протоколу HTTPS.
- Для підтвердження оригінальності запиту на сторінку результату платежу, зазвичай використовується підпис запиту  — результат функції хешування в яку передали параметри запиту з якимось «секретним словом», відомим лише продавцю та платіжного шлюзу.
- Для підтвердження оригінальності запиту на сторінку результату платежу, іноді використовується перевірка IP запиту сервер.

## Переваги
- Платіжна система легко може розширити функціональність шлюзу без будь-яких дій з боку продавців.
- Продавцю немає необхідності витрачатися на обладнання, розробку програмного забезпечення, турбуватися про безпечний зберіганні даних клієнтів.
- Покупець надає особисту інформацію лише платіжній системі, а не кожному окремому продавцю.